# راگنار اسکانکه
راگنار سیگوالد اسکانکه، (۹ نوامبر ۱۸۹۰–۲۸ اوت ۱۹۴۸) وزیر کار نروژ (انتصاب گردید، اما هرگز این سمت را نپذیرفت) و وزیر کلیسا و امور آموزشی در دولت ویدکون کوئیسلینگ از حزب مجمع ملی در طول جنگ جهانی دوم بود.
قبل از جنگ، اسکانکه استاد بسیار معتبر مهندسی برق در انستیتوی فناوری نروژ در تروندهایم و عضو انجمن علوم و ادبیات نروژ بود.
وی آخرین نفر اعدام شده در نروژ است.

## زندگی قبل از جنگ
راگنار اسکانکه، در تاریخ ۹ نوامبر ۱۸۹۰ در یکی از شهرهای نروژ به نام اوس، به دنیا آمد. پدر وی آقای یوهان اسکانکه، مدیر بانک؛ و مادر وی خانم کاری بوسوُلد، زنی خانه‌دار بود. راگنار در سال ۱۹۰۸ برای تحصیلات دانشگاهی عازم آلمان شد؛ و در سال ۱۹۱۳ مدرک کارشناسی مهندسی برق را در کارلسروهه آلمان دریافت کرد.
اسکانکه، بین سال‌های ۱۹۱۳ تا ۱۹۱۸ در مقام دکترای علمی در انستیتوی فناوری نروژ در تروندهایم مشغول به کار بود. سپس پنج سال بعدی را وی به عنوان مهندس ناظر در یک شرکت وابسته به شرکت مخابرات نروژ اشتغال به کار داشت.
در مراسم بزرگداشت ۲۰۰ سالگی دانشگاه گوتینگن در سال ۱۹۳۷ اسکانکه، نمایندهٔ انستیتوی فناوری نروژ بود. در این مراسم نمایندگان دیگری نیز از دانشگاه اسلو حضور داشتند. دانشجویان در این راهپیمایی سنتی با پرچمهای صلیب شکسته و یونیفرم اس اس ظاهر شدند. این یک نمایش مهم تبلیغاتی نازی‌ها بود که نمایندگان دانشجویان از سراسر اروپا در آن شرکت داشتند. با این حال، دانشگاه‌های آکسفورد و کمبریج از شرکت در این مراسم خودداری کردند.
از سال ۱۹۲۳ به بعد، اسکانکه، استاد مدرس انستیتوی فناوری نروژ بود. وی در سال ۱۹۲۷ با اینگرید اُس، (متولد ۱۸۸۸) ازدواج کرد.

## سازش، جنگ جهانی دوم
مواضع سیاسی

### آوریل ۱۹۳۰ دولت کودتا

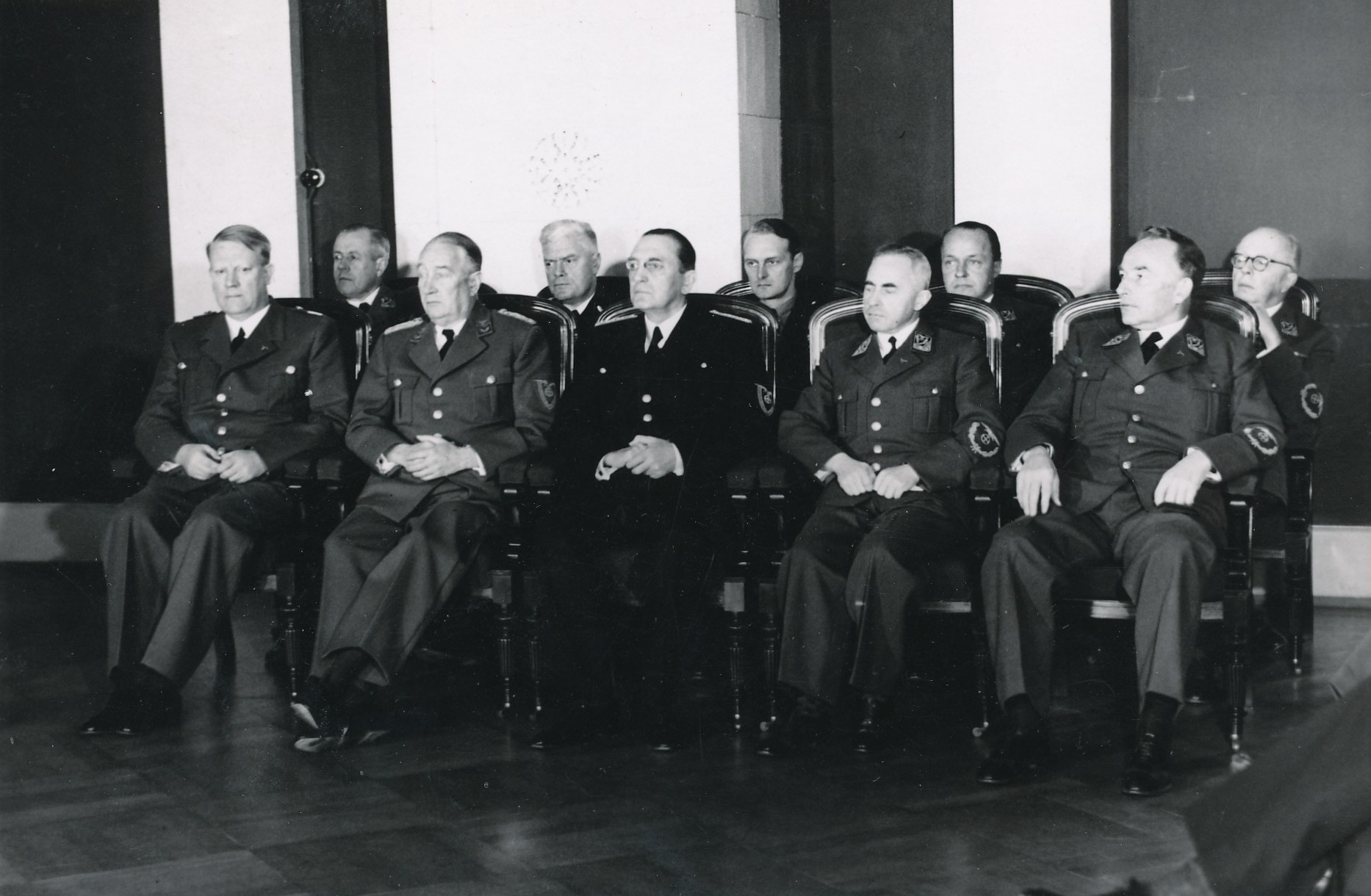
ویدکون کوئیسلینگ و اکثر وزرا ی دولت دوم وی. ردیف اول از سمت چپ: کوئیسلینگ، آلبرت ویلیام هاگلین، کایلد استوب ایرگنس، اسکانسکه و تورمود هوستاد.

اولین  انتصاب سیاسی پروفسور اسکانکه، سمت وزیر کار در دولت کودتای آوریل ۱۹۴۰ بود که توسط ویدکون کوئیسلینگ، نخست‌وزیر خود خوانده و تحت حمایت قوای اشغال گر آلمان هیتلری، به وی ابلاغ شد. ویدکون کوئیسلینگ کسی بود، که پس از حمله آلمان در ۹ آوریل ۱۹۴۰ تلاش داشت. به بهانهٔ نرم کردن قوای اشغال گر، با آلمان هیتلری همکاری کامل کرده و عملاً قدرت سیاسی در نروژ را تصاحب کند. اسکانکه، در آن زمان در تروندهایم بود و ظاهراً بدون اطلاع قبلی، اولین بار. خبر انتصاب خود را مانند دیگر اهالی نروژ از رادیو شنید. اسکانکه، ابتدا با تلاش کوئیسلینگ برای تشکیل دولت مخالفت نشان داد و از تصدی وزارتخانه ای که به وی اختصاص داده شده بود خودداری کرد.

### دولت مشورتی یوسف تربوون
رایش کومیسار، یوسف تربوون فرماندهٔ غیرنظامی آلمان در نروژ اشغالی، در ۲۵ سپتامبر ۱۹۴۰ شورای وزیران نروژی را برای کمک به خود در اداره امور در نروژ تشکیل داد. اسکانکه اینبار مستقیماً توسط قوای آلمان، به مقام مشاور دولت در امور کلیسا و مسائل تربیتی منصوب شد. اما دقیقاً یک سال بعد، عنوان مشاور، به وزیر تبدیل شد و اسکانکه، رسماً به مقام وزیر امور کلیسا و آموزش و پرورش منصوب شد.

### اقدامات اسکانکه، در زمان جنگ

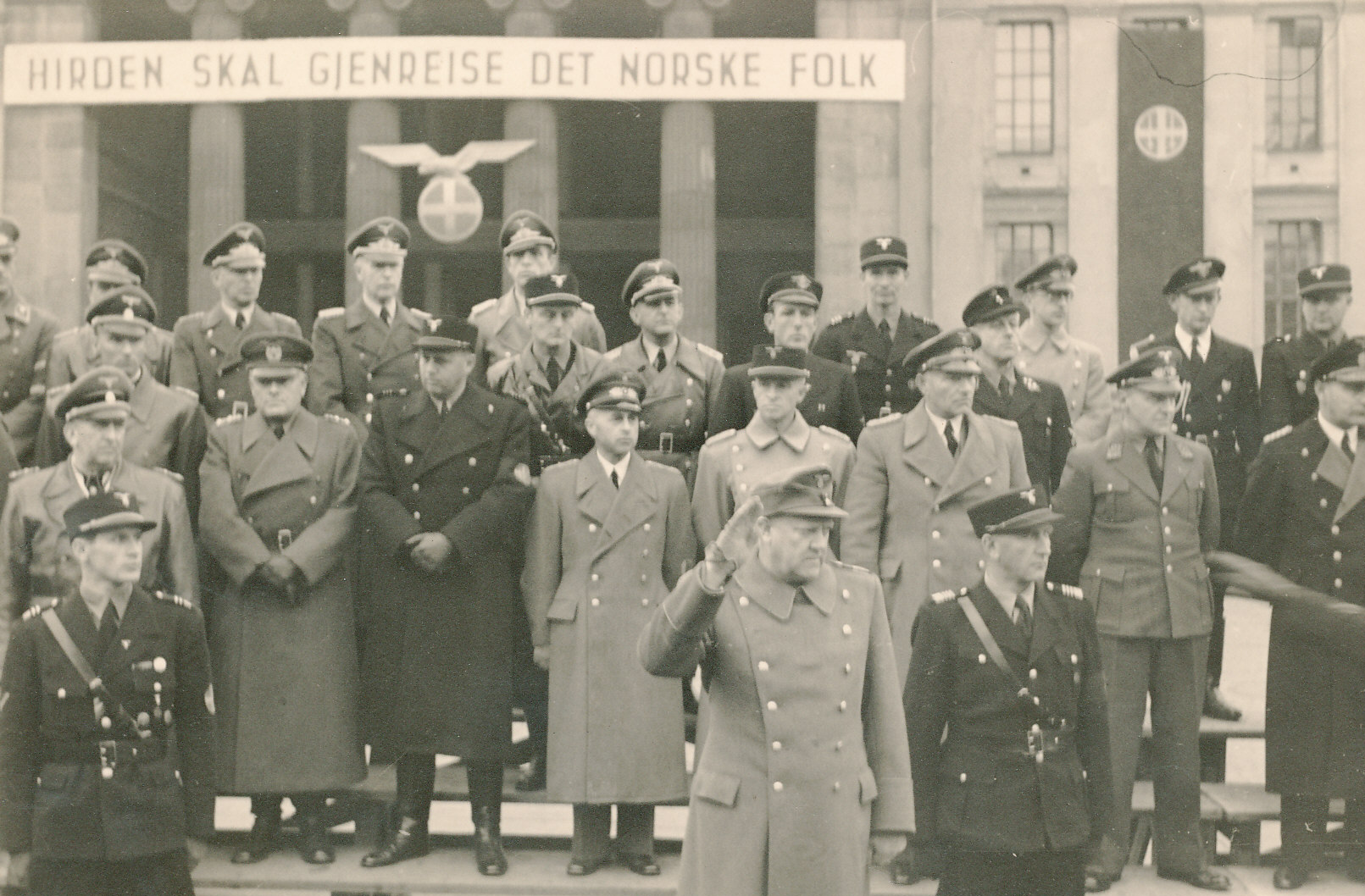
ویدکون کوئیسلینگ، رهبر شورای ملی (NS)، و الیور میوری استاد، سرگروه، (با هم در جلو) به همراه وزرای NS و افسران آلمانی در صحن دانشگاه در اسلو هنگام راهپیمایی در ۱۶ اکتبر ۱۹۴۳. راگنار اسکانکه در وسط دیده می‌شود (کوتاه‌ترین فرد در ردیف دوم از جلو). عکس از بایگانی ملی نروژ

در طول زمان جنگ، همکاری اسکانکه، با قوای اشغال گر غالباً حالت منفعل داشت. اما در صورت برخورد با مخالفت و سرپیچی از دستورهاش، وی از تدابیر متقابل دریغ نمی‌کرد. اگرچه او در تلاش برای نازی سازی کلیسا و سیستم مدارس در نروژ، سهم عمده ای نداشت، اما مسئولیت کامل اخراج اسقف‌ها، کشیشان و معلمان مخالف تعالیم ناسیونال سوسیالیستی را بر عهده گرفت. وی همچنین به معلمان و کودکان مدارس نروژی دستور داد تا در فوریه ۱۹۴۱ در نمایشگاه جوانان هیتلری در اسلو شرکت کنند، که منجر به اولین اعتصاب مدارس در دوران اشغال شد. اسکانکه، همچنین دستور توقیف کتابهای نویسندگان مخالف ویدکون کوئیسلینگ را صادر کرد. با این حال، وی کاملاً مخالف اخراج و تبعید معلمان مخالف برنامهٔ جدید آموزشی به فینمارک بود. در یکی از موارد دیگر، اسکانکه، از همکاری با مقامات آلمانی، که قصد داشتند تمامی زنگ‌های متعلق به کلیساهای نروژ را به دستور تربوون، در ۵ ژوئیه ۱۹۴۱ جمع‌آوری کرده و برای استفاده در صنایع نظامی، به آلمان بفرستند؛ خودداری کرد. در نتیجهٔ این خودداری، اجرای برنامه، به تأخیر افتاد تا سرانجام در سال ۱۹۴۲ این امر به وزیر بازرگانی ایوین بلر، سپرده شد. بلر، نیز به نوبهٔ خود از اجرای دستور سرپیچی کرد تا نهایتاً آلمانی‌ها نرمش نشان داده واین دستور لغو شد.

## دوران پس از جنگ

### محاکمه
پس از تسلیم آلمان در نروژ و بقیه اروپا در ماه مه ۱۹۴۵، اسکانکه، به اتهام خیانت به دادگاه کشیده شد. وی در سال ۱۹۴۶ به اتهام خیانت به کشور، محاکمه و به اعدام محکوم شد. در ماه مارس ۱۹۴۷، دادگاه عالی نروژ، تجدید نظر درخواستی اسکانکه را رد کرد و حکم اعدام تأیید شد. اسکانکه، در پاسخ به رد تقاضای تجدید نظر و تأیید حکم اعدام، با ارائه شواهد و شهادت‌های جدید، سعی در از سرگیری دادرسی را داشت. در طی این روند، افکار عمومی در نروژ با فراخوان‌های فراوان، برای بخشودگی وزیری که با قوای اشغال گر همکاری کرده بود، بارها دچار تغییر شد.

### اعدام
از آنجا که همهٔ درخواست‌های تجدید نظر و عفو رد شد، اسکانکه، در ۲۸ اوت ۱۹۴۸ در قلعه آکرهوس به وسیله تیرباران اعدام شد. در زمان حاضر وی آخرین شخصی است که در نروژ اعدام شده‌است. از سال ۱۹۷۹ مجازات اعدام در زمان صلح، برای همه جنایات، از جمله جنایات جنگی و خیانت به کشور در نروژ، لغو گردیده‌است. قبل از اعدام اسکانکه، دادگاه عالی نروژ نامه‌هایی از ۶۶۸ کشیش دریافت کرده بود که از طرف وی درخواست عفو می‌کردند. در هنگام اعدام اسکانکه، از دادستان وقت کل کشور، اُ.سی. گوندرسن، به طعنه درخواست شد که به قلعه آکرهوس آمده و حکم اعدام را با دستان خود اجرا کند.
راگنار اسکانکه، یکی از سه رهبر نازی نروژی بود که به جرم جنایات سیاسی در تصفیه حقوقی پس از جنگ اعدام شد. دو تن دیگر، یکی آلبرت ویلیام هاگلین، وزیر امور داخلی در کابینهٔ ویدکون کوئیسلینگ و دیگری خود شخص ویدکون کوئیسلینگ بودند. در کل ۳۴ نفر نروژی و آلمانی، در تصفیه‌های حقوقی پس از جنگ، به جرم قتل، شکنجه یا اطلاعات رسانی منظم و مکرر به اعدام محکوم شدند. حکم اعدام بعضی از این افراد از جمله اریک هوفمان در آلمان اجرا شد.

### آخرین نامه اسکانکه قبل از اعدام
متن آخرین نامه راگنار اسکانکه، به دوستش آرنت تاسن تورپ، همچنین در انتظار اجرای حکم اعدام - تاریخ این نامه ۲۷اوت ۱۹۴۸، روز قبل از اعدام است:
وقتی امروز جدا شدیم، هیچ‌کدام فکر نمی‌کردیم این اتفاق بیفتد. و با این حال، من مدتهاست که برای این اتفاق آماده شده‌ام. من به نوعی هدایت در هر کاری اعتقاد دارم و این مورد نیز بی‌معنی نیست.
هر آنچه در این مدت طولانی دربارهٔ آن صحبت کرده و در رؤیا دیده‌ایم؛ احتمالاً اتفاق خواهد افتاد. من به اعتقادات خود وفادار بوده‌ام. نمی‌توانستم به آن‌ها خیانت کنم؛ و امیدوارم و معتقد هستم که زندگی من بیهوده نبوده‌است. داوری تاریخ همیشه داوری امروز نیست.
حال برای شما و ساندلو و دالن و همه دوستان خوب دیگر، آخرین درود صمیمانه را فرستاده و بابت همه چیز تشکر می‌کنم. دالن باید صمیمانه‌ترین درودهای مرا به همه دوستان در تروندلاگ برساند. در این ساعات آخر، من، یکسره به فکر شما عزیزان هستم و از خدا برای شما آرزوی خیر می‌کنم. با یک درود ویژه به تو دوست خوبم آرنت عزیز.